# Delia cortesiana
Delia cortesiana är en tvåvingeart som beskrevs av Griffiths 1991. Delia cortesiana ingår i släktet Delia och familjen blomsterflugor. Inga underarter finns listade i Catalogue of Life.